# Special Olympics Somalia
Special Olympics Somalia (englisch: Special Olympics Somalia) ist der somalische Verband von Special Olympics International, der weltweit größten Sportbewegung für Menschen mit geistiger Behinderung und Mehrfachbehinderung. Ziel ist die sportliche Förderung dieser Personengruppe und die Sensibilisierung der Gesellschaft für sie. Außerdem betreut der Verband die somalischen Athletinnen und Athleten bei den Special Olympics Wettbewerben.

## Geschichte
Special Olympics Somalia wurde 2019 gegründet.
Der Verband hat seine Teilnahme an den Special Olympics World Summer Games 2023 angekündigt. Die Delegation wird vor den Spielen im Rahmen des Host Town Program vom Gotha betreut.